# Wendelsheim
Wendelsheim là một đô thị trong bang Rheinland-Pfalz, Đức. Đô thị này có diện tích 12,56 km². Đô thị này nằm trong vùng trồng nho lớn nhất nước Đức Rheinhessen, khoảng cách 10 km về phía tây Alzey..